# Poesia de l'Afganistan
La poesia de la regió moderna anomenada Afganistan té arrels antigues, i les primeres composicions són en dari i paixtu. La poesia afganesa es relaciona amb la cultura afganesa.

## Història
La regió anomenada Afganistan era coneguda pel seu llenguatge poètic fins i tot abans de la conquesta islàmica de l'Afganistan als segles VII a XI. El Pata Khazana, conté poesia paixto escrita des del segle VIII. Alguns dels poetes famosos que van néixer o van viure a la regió de l’actual Afganistan són Rumi, Ferdowsi, Khushal Khan Khattak, Rahman Baba, Ahmad Shah Durrani, Timur Shah Durrani, Shuja Shah Durrani, Ghulam Muhammad Tarzi, Ghulam Habib Nawabi, Massoud Nawabi i molts altres.
La nació també compta amb diverses poetes, com Rabia Balkhi , Nazo Tokhi del segle XVII i altres. A causa dels disturbis polítics i les guerres al país, moltes dones poetes han romàs amagades. A principis del segle XXI hi ha poques dones afganeses joves consolidades, com l’ afganesa nord-americana Sajia Alaha Ahrar, estudiant de la Universitat de Mary Washington als Estats Units, que va escriure el 2010 un poema titulat "Desig per la pau mundial".